# William O'Brien (2e comte d'Inchiquin)
William O'Brien (vers 1640 - 16 janvier 1692 ) est un noble irlandais.

## Biographie
William O'Brien est le fils de Murrough O'Brien (1er comte d'Inchiquin) et d'Elisabeth St. Leger, fille de William St Leger et de sa première épouse Gertrude de Vries de Dordrecht. Il sert sous son père dans diverses activités militaires en France et en Espagne, mais est capturé avec son père par les Turcs en 1660 et emprisonné à Alger jusqu'à ce que le Parlement anglais ait versé une rançon de 7 500 dollars. Il est conseiller privé de 1671 à 1685.
Il est capitaine général des forces à Tanger de 1674 à 1680 et colonel du 2e régiment d'infanterie de Tanger de 1675 à 1680. Il commande la garnison de Tanger à l'époque du grand siège de Tanger en 1680.
Le Parlement irlandais du roi Jacques II l'expulse en son absence en 1689 .
Il est le premier gouverneur de la Jamaïque et vice-amiral des mers des Caraïbes de 1690 à 1692. Il meurt à la Jamaïque en 1692 et son domaine et ses titres irlandais passent à son fils William. Son plus jeune fils, James, hérite des intérêts commerciaux du comte.

## Famille
Il se marie deux fois; avec Margaret Boyle, fille de Roger Boyle, premier comte d’Orrery, puis en secondes noces avec Elizabeth Herbert, veuve d'Edward Herbert (3e baron Herbert de Chirbury) et fille de George Brydges (6e baron Chandos). Avec sa première femme, il a trois fils et une fille. Son fils aîné et héritier est William O'Brien (3e comte d'Inchiquin).